# الکساندر کمبل (سناتور)
الکساندر کمبل (انگلیسی: Alexander Campbell؛ ‏تلفظ نام‌خانوادگی: ‎/ˈkæmbəl/‎) سناتور سابق عضو حزب دموکرات-جمهوری‌خواه بود. وی در سال ۱۸۰۹ تا ۱۸۱۳ میلادی سناتور ایالت اوهایو در سنای ایالات متحده آمریکا بود.